# Агадаи
Агадаи — главный дагестанский столовый сорт винограда позднего периода созревания. Первые кусты обнаружены в Дербенте в 1860-х годах.
На государственном сортоиспытании с 1955 года. Год включения в реестр: 1959. Регионы допуска: Северо-Кавказский.
Трошин Л.П. по морфологическим признакам и биологическим свойствам относит сорт к эколого-географической группе восточных столовых сортов и включает в таксон Convar. orientalis subconvar. antasiatica Negr. var. transcaucasica Gram. et Trosch.

## География
Распространен в равнинных районах Предкавказья:
- Дагестан (Дербент, совхоз им. Алиева, ГУП «Геджух», агрофирма «Чинар»)
- Чечня
- Ингушетия
- Ставропольский край
- Краснодарский край

Отличается высокой урожайностью. Используется в свежем виде и для приготовления маринадов высокого качества.
Хорошо переносит перевозку и зимнее хранение.